# Abdominea minimiflora
 Abdominea minimiflora es la única especie del género Abdominea de orquídeas de la subtribu Sarcanthinae. Estas orquídeas son monopodiales, y de ellas se extrae una esencia para perfumes.

## Descripción
Estas orquídeas tienen unas flores muy pequeñas aproximadamente 0.45 cm ancho, en un racimo. Inflorescencia con numerosas flores que abren una sola vez en el año.
Es un género monotípico, de orquídeas litófitas o epífitas, que consiste en pequeñas plantas con tallos muy cortos y unas pocas hojas elípticas que florecen en una inflorescencia ramificada, alargada, con muchos flores bien espaciadas, flores pequeñas con pétalos más amplios que los sépalos.

## Hábitat
Esta especie epífita monopodial se distribuye en
Tailandia, Península Malaya, Java y las Filipinas. Tienen preferencia de sombra y se adaptan a las temperaturas cálidas o frescas.

## Taxonomía
Abdominea minimiflora fue descrita por (Hook.f.) J.J.Sm y publicado en Bulletin du Jardin Botanique de Buitenzorg 25: 98. 1917.
Etimología
Abdominea: nombre genérico que deriva del latín: "Barriga" o "Abdomen" debido a la semejanza de su labelo a un abdomen de insecto.
minimiflora: epíteto latino que significa "flor muy pequeña".
Sinonimia
- Abdominea micrantha J.J.Sm. (1914)
- Gastrochilus minimiflorus (Hook.f.) Kuntze (1891)
- Saccolabium minimiflorum Hook. f. (1890)
- Schoenorchis minimiflora (Hook.f.) Ames (1915)
- Schoenorchis philippinensis Ames (1915)[3][4][5]